# Stjepan Tomašević

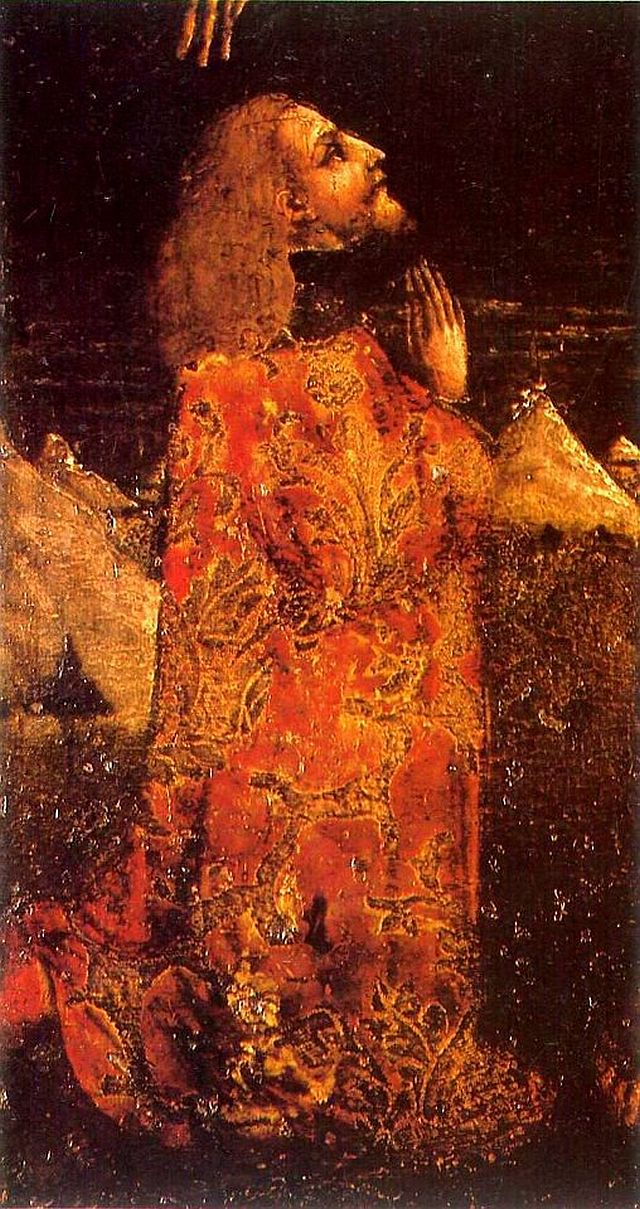
Stjepan Tomašević kniet vor Christus (Detail aus einem Gemälde von Jacopo Bellini, 1460)

Stjepan Tomašević (alternativ Stefan Tomašević; * 1438; † Juni 1463 in Carevo Polje bei Jajce) war 1459 der letzte Despot von Serbien und von 1461 bis 1463 der letzte König von Bosnien.

## Leben und Wirken
Tomašević war der Sohn von König Stjepan Tomaš. Seine Mutter war Vojača, die erste Frau seines Vaters. Katarina Kosača-Kotromanić, die zweite Frau, war seine Stiefmutter. Sein Großvater väterlicherseits war Stjepan Ostoja. Ostoja war Mitglied des Hauses Kotromanić, möglicherweise ein unehelicher Sohn König Tvrtko I.

### Despot von Serbien
Lazar Branković von Serbien starb 1458. Seine Nachfolge trat sein älterer Bruder Stefan Branković an, ein Blinder. Stjepan Tomaš nutzte die Gelegenheit zu einer Kampagne gegen Serbien, im Laufe derer Srebrenica und eine Reihe von anderen Städten, die zuvor im Besitz des Hauses der Branković gewesen waren, in den Besitz des Königs von Bosnien übergingen. 1459 verhandelte Tomaš mit Helena Palaiologina, der Witwe Lazars. Das Ergebnis der Verhandlungen war die Ehe von Tomašević mit Helena Branković, der ältesten Tochter von Lazar und Palaiologina. Die Eheschließung fand am 1. April 1459 in Smederevo statt. Die jüngere Helena änderte ihren Namen in Maria. Tomašević bestieg nach Stefans Absetzung den Thron von Serbien.
Seine Regierungszeit in Serbien war von kurzer Dauer. Am 20. Juni 1459 eroberten die Truppen Mehmeds II. Smederevo und annektierten die Reste des serbischen Staates. Tomašević und Maria flohen nach Bosnien und suchten Zuflucht am Hof seines Vaters. Außerdem konnte der kroatisch-ungarische König Matthias Corvinus Stjepan den Verlust Smederevos nicht verzeihen.

### König von Bosnien

#### Krönung

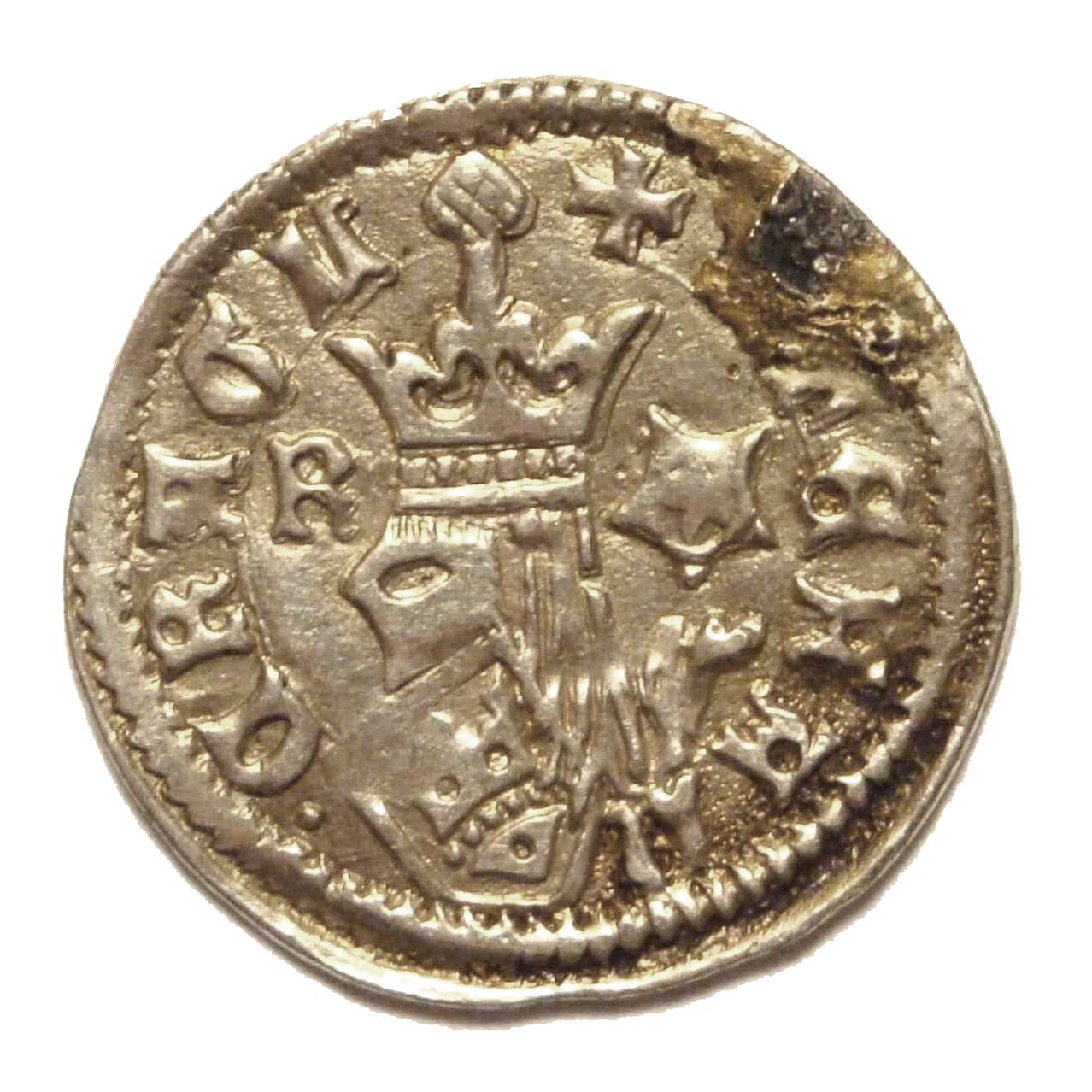
Silberdinar mit dem Wappen von Stjepan Tomašević

Am 10. Juli 1461 starb Tomaš; Tomašević trat seine Nachfolge an. Er wurde durch den päpstlichen Legaten Nikola von Modruš, einen dalmatinischen Humanisten, im Jahre 1461 in Jajce zum König gekrönt. In der bosnischen Geschichte fand erstmals eine Krönung mit Legitimation aus Rom statt. Dies hatte zur Folge, dass der kroatisch-ungarische König als Oberherr Bosniens sich in seinen Rechten beschnitten fühlte. In Anbetracht der Türkengefahr wurde der Streit mit Corvinus und Stjepan Vukčić Kosača, dem Vater der zweiten Frau Katarina, beigelegt. Als 1462 nun Kosača Streit mit seinem Sohn Vladislav hatte, nutzten die Osmanen die Gelegenheit aus und mischten sich in Bosnien ein.

##### Osmanen
Im selben Jahr bat Tomašević Papst Pius II. angesichts einer drohenden osmanischen Invasion um Hilfe.
1463 bat Tomašević die Venezianer um Hilfe, jedoch ohne Erfolg. 1463 führte Sultan Mehmed II. eine Armee ins Land. Die königliche Stadt Bobovac fiel bald, so dass Tomašević zum Rückzug nach Jajce und später nach Ključ gezwungen war. Das bosnische Königreich wurde bald durch das Osmanische Reich erobert. Der König wurde in Ključ gefangen genommen, trotz gegenteiliger Versprechungen zurück nach Jajce gebracht und in der Nähe des heute als Carevo Polje (Zarenfeld) bekannten Feldes enthauptet. Die Festung hatte er wegen der Zusicherung übergeben, man werde sein Leben schonen.
Maria überlebte die Flucht bis zur Küste der Adria. Sie trat später angeblich in den Harem eines ungenannten türkischen Generals ein. Das Massarelli-Manuskript aus dem 16. Jahrhundert berichtet, dass Tomašević und Maria Kinder gehabt hätten, von denen allerdings keine namentlich erwähnt wurden. Ihre eventuellen Schicksale sind unbekannt.

## Nachwirken

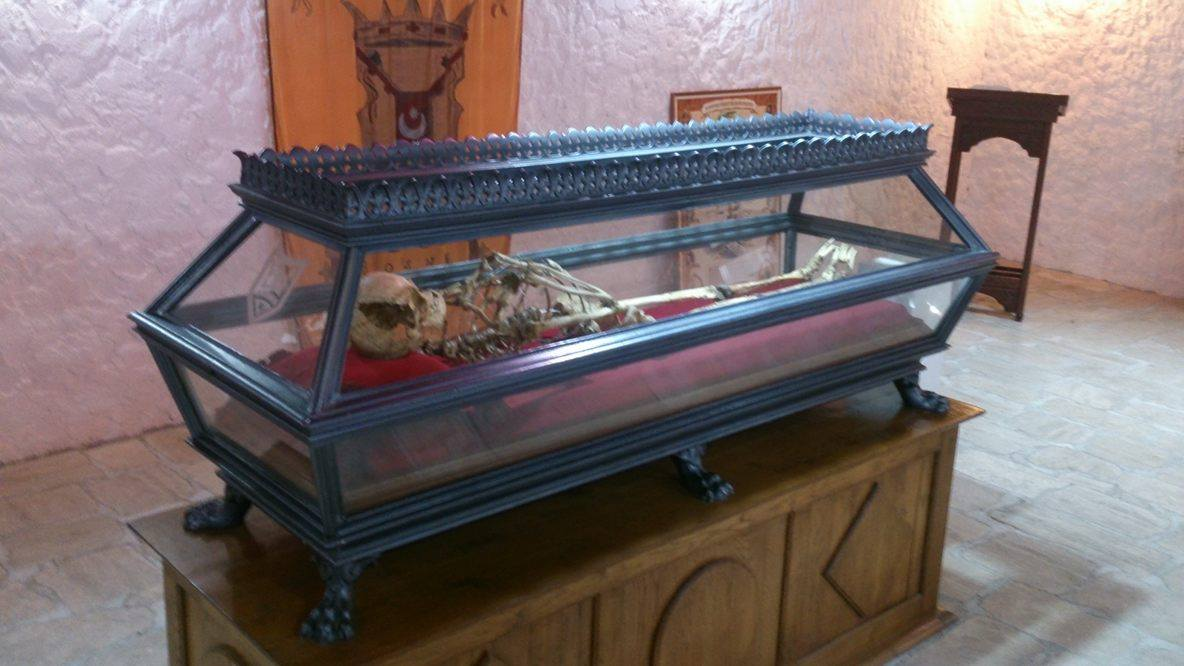
Sarg mit den vermutlichen Gebeinen von Stjepan Tomašević

1888 grub der kroatische Archäologe Ćiro Truhelka eine Ortschaft in Jajce aus, die als „Kraljev Grob“ (Königsgrab) bekannt ist, und fand das Skelett eines erwachsenen enthaupteten Mannes. Obwohl es keine direkten Beweise gibt, dass es sich um die Überreste von Stjepan Tomašević handelt, wird es aufgrund von Volkstraditionen und Indizien für die seinigen gehalten. Die Überreste liegen seither mit kurzen Unterbrechungen im Franziskanerkloster in Jajce.

## Quelle
- Frank Kämpfer: Tomašević, Stefan. In: Mathias Bernath, Karl Nehring (Hrsg.), Gerda Bartl (Red.): Biographisches Lexikon zur Geschichte Südosteuropas. Band 4. Oldenbourg, München 1981, ISBN 3-486-42421-1, S. 338 f.